# Hans-Jürgen Rückborn
Hans-Jürgen Rückborn (Stendal, República Democrática Alemana, 8 de octubre de 1940) fue un atleta alemán especializado en la prueba de triple salto, en la que consiguió ser subcampeón europeo en 1966.

## Carrera deportiva
En el Campeonato Europeo de Atletismo de 1966 ganó la medalla de plata en el triple salto, con un salto de 16.66 metros, siendo superado por el búlgaro Georgi Stoykovski (oro con 16.67 m) y por delante del húngaro Henrik Kalocsai (bronce con 16.59 metros).